# Tympanophyllum citreum
Tympanophyllum citreum är en insektsart som beskrevs av Andrej Vasiljevitj Gorochov och Volchenkova 2002. Tympanophyllum citreum ingår i släktet Tympanophyllum och familjen vårtbitare. Inga underarter finns listade i Catalogue of Life.